# NXT Women’s North American Championship
Die NXT Women's North American Championship (zu deutsch NXT Nordamerikanische Meisterschaft der Frauen) ist ein Frauen Wrestling-Titel der US-amerikanischen Promotion World Wrestling Entertainment (WWE). Eingeführt am 6. April 2024 wird der Titel nur an die Womens-Division des NXT-Rosters vergeben & ist gleichzeitig der erste, sekundäre Frauentitel in der Unternehmensgeschichte. Die aktuelle Titelträgerin in ihrer ersten Regentschaft ist Sol Ruca. Wie im Wrestling allgemein üblich erfolgt die Vergabe nach einer zuvor bestimmten Storyline.

## Geschichte
Bei Stand & Deliver am 6. April 2024, der WrestleMania-Wochenveranstaltung für WWEs Aufbau-Liga NXT, wurde die NXT Women's North American Championship von NXT General Manager Ava bekannt gegeben und markierte damit die erste Zweitmeisterschaft für Frauen in der Unternehmensgeschichte. Während der zweiten Woche des Spring Breakin‘-Specials von NXT am 30. April gab Ava bekannt, dass die erste Championess am 9. Juni 2024 in einem Six-Woman Ladder Match bei Battleground gekrönt werden wird. Die 12 Top-Namen, die beeindruckt haben, traten in Qualifikations-Matches gegeneinander an. Die sechs Gewinnerinnen jedes Qualifikationsturniers kamen dann in das Ladder-Match.
In der NXT-Folge vom 7. Mai gab Ava bekannt, dass Sol Ruca, Thea Hail von Chase University, Jaida Parker von OTM, Brinley Reece, Michin von The O.C. (von SmackDown), Fallon Henley, Lash Legend von The Meta-Four und Ivy Nile von Diamond Mine (von Raw), Izzi Dame, Kelani Jordan, Tatum Paxley und Wren Sinclair in der Qualifikation sind. Jordan, Ruca, Legend, Henley, Parker und Michin qualifizierten sich für das Ladder-Match, das Jordan gewann und somit die erste Championesse wurde.

## Liste der Titelträger
| # | Titelträger      | Nr. | Tage | Datum            | Ort                   | Veranstaltung       | Anmerkung |
| - | ---------------- | --- | ---- | ---------------- | --------------------- | ------------------- | --- |
| 1 | Kelani Jordan    | 1   | 140  | 9. Juni 2024     | Enterprise, Nevada    | NXT Battleground    | Besiegte Sol Ruca, Lash Legend, Fallon Henley, Jaida Parker und Michin in einem Six-Woman Ladder Match und wurde die erste Championesse.                               |
| 2 | Fallon Henley    | 1   | 110  | 27. Oktober 2024 | Hershey, Pennsylvania | NXT Halloween Havoc | Dies war ein Spin the Wheel, Make the Deal: Spinner's Choice Gauntlet-Match, an dem auch Henleys Fatal Influence-Stablekameraden Jazmyn Nyx und Jacy Jayne teilnahmen. |
| 3 | Stephanie Vaquer | 1   | 45   | 15. Februar 2025 | Washington, D.C.      | NXT Vengeance Day   | |
| — | Titel vakant     | —   | 17   | 1. April 2025    | Orlando, Florida      | NXT                 | |
| 4 | Sol Ruca         | 1   | 10+  | 19. April 2025   | Paradise, Nevada      | NXT Stand & Deliver | |

## Regentschaften – absolut
| # | Titelträger      | Nr. | Tage |
| - | ---------------- | --- | ---- |
| 1 | Kelani Jordan    | 1   | 140  |
| 2 | Fallon Henley    | 1   | 110  |
| 3 | Stephanie Vaquer | 1   | 45   |
| 4 | Sol Ruca         | 1   | 10+  |